# Gammelåkerstjärnen
Gammelåkerstjärnen är en sjö i Skellefteå kommun i Västerbotten och ingår i Kålabodaåns huvudavrinningsområde. Sjön har en area på 0,0406 kvadratkilometer och ligger 43,2 meter över havet.

## Delavrinningsområde
Gammelåkerstjärnen ingår i det delavrinningsområde (715658-175180) som SMHI kallar för Ovan Raningsbäcken. Medelhöjden är 47 meter över havet och ytan är 33,51 kvadratkilometer. Det finns inga avrinningsområden uppströms utan avrinningsområdet är högsta punkten. Vebomarksån som avvattnar avrinningsområdet har biflödesordning 3, vilket innebär att vattnet flödar genom totalt 3 vattendrag innan det når havet efter 21 kilometer. Avrinningsområdet består mestadels av skog (64 procent), jordbruk (12 procent) och sankmarker (11 procent). Avrinningsområdet har 0,1 kvadratkilometer vattenytor vilket ger det en sjöprocent på 0,3 procent.